# Avdo Karabegović Hasanbegov
Avdo Karabegović (poznat kao Avdo Karabegović Hasanbegov; Modriča, 1878. – Modriča, 20. prosinca 1900.), bosanskohercegovački je književnik bošnjačkog podrijetla.

## Životopis
Bio je rođak pjesnika Avde Karabegovića Halidbegova. Halidbegov je potajno učio Hasanbegova  latiničnom pismo protivno želji Hasanbegovog oca, koji mu je zabranio zapadnjačko obrazovanje. Iako su se oba rođaka Karabegovića  okušala u književnosti, povijest književnosti i književna kritika pamti i ozbiljno valorizira samo jednog od njih: Avdu Karabegovića Hasanbegovog, čiju tragičnu sudbinu, kao i literarni talent neki upoređuju sa sudbinom i darom Zije Dizdarevića.
Živio je samo dvadeset dvije godine, život mu je protekao u nesporazumima s okolinom, konzervativnom i dogmatskom. Nazivalo ga se "ukletim pjesnikom" koji je vodio borbu protiv društva, obitelji, sugrađana, protiv religije oličene u tadašnjoj ulemi na razmeđu dva stoljeća. Školovao se, usprkos roditeljskom naumu da ga vjerski odgajaju i obrazuju, u građanskim školama, ali nije imao materijalne pretpostavke za to jer je rano ostao bez oca i majke i morao se brinuti za dvije sestre i brata.
Za Avdu Karabegovića su tvrdili da je bio "tih, lijep, nadaren i ponizan mladić". Mlad je počeo oboljevati od tuberkuloze, nakon završene osnovne škole upisao je Učiteljsku školu u Sarajevu, gdje se u upisao na preporuku hrvatskog pjesnika Silvija Strahimira Kranjčevića, koji je bio literarni uzor samoukom pjesniku iz Modriče. Školovanje je morao prekinuti zbog bolesti i vratiti se u rodnu Modriču. Počeo je pisati već u 18. godini života.
Karabegović je za kratkog života objavio  veliki broj pjesama u književnim časopisima toga vremena. Svoje pojedinačne radove objavljivao je u Gajretu, Građaninu, Bršljanu, Zori, Nadi, Nevenu i mnogim drugim časopisima. Pred smrt je Svetozaru Ćoroviću poslao rukopis "sve svoje pjesme", da ih objavi "ako može". Objavljene su tri zbirke njegovih pjesama: prvo izdanje Svetozar Ćorović je priredio 1902., a druge dvije učiteljski pripravnici u Somboru 1903. i 1904. godine. Mnogi kritičari smatraju Avdu Karabegovića prvim modernim bošnjačkim pjesnikom, a  književnik i najrelevantniji antologičar bosanskohercegovčke književnosti Slobodan Blagojević uvrstio ga je u antologiju "Novije pjesništvo Bosne i Hercegovine".
Preminuo je u Modriči 1900. godine.

## Vanjske povezice
- Junaci Šabanove ulice: Ko je bio Avdo Karabegović kojeg Šešelj naziva „mučenikom i vrsnim intelektualcem“, umjesto kojeg bi ulicu trebao dobiti Šaban Šaulić!?